# Punta de la Galera (Roses)
La Punta de la Galera és una muntanya de 21 metres que es troba al municipi de Roses, a la comarca catalana de l'Alt Empordà. Es troba al cap Norfeu.